# Echidnocymbium
Echidnocymbium es un género de hongos liquenizados en la familia Ramalinaceae. Se trata de un género monotípico, que contiene la única especie Echidnocymbium speciosum.